# NGC 4915
NGC 4915 este o galaxie eliptică situată în constelația Fecioara. A fost descoperită în 11 martie 1787 de către William Herschel. Se află la o distanță de 30,2 de megaparseci de Pământ.